# Nordiske discipliner
Nordisk skiløb er skiløb i de skisportsdiscipliner, der er opstået i de nordiske lande. Det drejer sig om langrend, skihop og nordisk kombineret, der kombinerer de to førstnævnte. Fælles nordisk skiløb er, at støvlens hæl ikke er fastgjort til skien, så løberen har større bevægelighed med foden på skien.
Der konkurreres i de nordiske discipliner til Vinter-OL hvert fjerde år, VM hvert andet år samt i World Cup hvert år. Ved de to første findes vindere i enkeltkonkurrencer, mens World Cuppens vinder er den person, der samlet set har klaret sig bedst i de konkurrencer, der afholdes i løbet af en sæson (fra sent efterår til tidligt forår det følgende år).
Traditionelt har Norge, Sverige og Finland klaret sig rigtig godt i de nordiske discipliner, men ikke mindst i skihop har der også været store stjerner fra Tyskland, Østrig og Japan. Desuden er der mange dygtige langrendsløbere fra Rusland, Baltikum og Italien.